# Shopiere
Shopiere es un lugar designado por el censo ubicado en el condado de Rock en el estado estadounidense de Wisconsin. En el Censo de 2020 tenía una población de 154 habitantes y una densidad poblacional de 275 habitantes por km².

## Geografía
Shopiere se encuentra ubicado en las coordenadas 42°34′30″N 88°56′24″O / 42.57500, -88.94000. Según la Oficina del Censo de los Estados Unidos, tiene una superficie total de 0,56 km², todos  correspondientes a tierra firme.

## Historia
La localidad se llamaba originalmente Waterloo. El primer asentamiento fue hecho en la década de 1830 por una colonia de Connecticut.  El nombre actual proviene de chaux pierre,, piedra caliza en francés, que es abundante en la zona.